# Prachtpurperuiltje
Het prachtpurperuiltje (Eublemma purpurina) is een vlinder uit de familie van de spinneruilen (Erebidae). De wetenschappelijke naam van deze soort is voor het eerst voorgesteld als Noctua purpurina door Michael Denis en Ignaz Schiffermüller in een publicatie uit 1775.

## Verspreiding
Deze soort komt in geheel Europa voor met uitzondering van IJsland, Ierland en Denemarken. Verder komt het prachtpurperuiltje voor in Marokko, Algerije, Tunesië, Libië, Armenië, Iran en Kirgizië. 

### Voorkomen in Nederland en België
In 2014 werd de soort voor het eerst in België waargenomen, in Edegem. Het jaar erop werd de soort voor het eerst waargenomen in Nederland, in Kruiningen. Sindsdien is het prachtpurperuiltje in Nederland verder toegenomen, vooral in het zuiden van het land. In België is deze soort nog steeds zeer zeldzaam.

## Biologie
Het prachtpurperuiltje vliegt van mei tot in oktober in één generatie. De rups leeft van juni tot april op Onopordum acanthium en op soorten van de geslachten Echinops en Cirsium (Asteraceae). Het habitat bestaat uit droge en steppeachtige gebieden.